# محمد بن سعد البغدادي
هو محمد بن سعد بن مَنِيع - بفتح أوّله، وكسر النون، وسكون المثناة تحت، ثم عين مهملة-، لم يتجاوز جميع من ترجمه جدّه منيعاً. وأما نسبته، فالأكثر على أنه مولى لبني هاشم، ومنهم تلميذاه ابن أبي الدنيا والبلاذري، وفسّر هذا الولاء تلميذه الحسين بن الفهم، فقال: «هو مولى الحسين بن عبد الله بن عبيد الله بن العباس بن عبد المطلب». ولا يعني هذا أنّه هو نفسه مولى الحسين بن عبد الله، فقد يكون جدّه، وربما أبوه؛ لأن هذا الفرع من البيت العبّاسي قد انقرض بموت الحسين ابن عبد الله، فقد توفّي الحسين في سنة أربعين ومائة، ولم يخلف بعده سوى ابنه عبد الله ومات ولم يعقب. ويشار إليه بأنه زهري، نسبة إلى زهرة بن كلاب من قريش، وهذا الاضطراب في نسبته يجعلنا في حيرة من ولائه بين بني هاشم وبني زهرة، والراجح لديّ الأول؛ لأن من نسبه إلى ذلك هم تلامذته، وهم أعرف الناس به، ويُحتمل أنه انتسب إلى بني زهرة، ثم إلى بني هاشم أو العكس، ويكنى بأبي عبد الله، وهذه الكنية لا تدل على أنه تزوج ورزق ولدا سماه عبد الله، لا سيما أنه لا يوجد ما يشير إلى أسرته وعائلته في جميع المصادر التي ترجمت له، ويُعرف ابن سـعد بكاتب الواقـدي، وصاحب الواقدي، والأول أكثر استعمالاً، وقد يكتفي بعضهم بلفظ (الكاتب)، وانفرد السمعاني بقوله: «ويعرف بغلام الواقدي»، ولُقّب بذلك نظراً لملازمته لشيخه محمد بن عمر الواقدي.

## مولده ونشأته وطلبه للعلم
ولد محمد بن سعد بالبصرة، ولم يوجد من نص على تاريخ ولادته من المتقدمين، أما الذهبي فقال:«وُلد بعد الستين ومائة، فقيل مولده سنة ثمان وستّين»، وهذا استنتاج من الذهبي فهمه من تاريخ وفاة ابن سعد- فقد ذكروا أنه توفي سنة ثلاثين ومائتين، ومن المدة التي عاشها، حيث نص تلميذه الحسين بن الفهم على أنه مات عن اثنتين وستين سنة.
ولم يوجد شئ في مصادر ترجمته مما يتعلق بنشأته وأسرته، وكيف كانت بدايته لطلب العلم، والذي يظهر أن والده لم يكن من أصحاب الجاه، ولا من أرباب الرواية، إذ لو كان كذلك لعرّف به ابنه، فقد خصّص جزءاً كبيراً من كتاب الطبقات للتعريف بالعلماء من محدثين وفقهـاء، ولو كان من أصحـاب الجاه والنفـوذ لكان له ذكر في كتب التراجم.
ومن خلال أسانيد ابن سعد ومصادره في كتاب الطبقات يتبين أنه تحمل عن بعض الشيوخ البصريين من أهل بلده في نشأته الأولى بالبصرة، ومن أقدم هؤلاء وفاة: عبد الله بن بكر السهمي (ت188هـ)، ثم إسماعيل بن علية (ت193)، مما يدل على تبكيـره في طلب العـلم، ولذا قال الذهبي في السير: «طلب العلم في صباه ولحق الكبار».
وكان من أبرز شيوخه البصريين أيضاً: عارم بن الفضل، وعفّان بن مسلم وأبو الوليد الطيالسي.
ثم انتقل ابن سعد إلى بغداد عاصمة الخلافة العباسية، أكبر المراكز العلمية آنذاك، ومحط أنظار العلماء، ونقطة التقائهم من مختلف أنحاء البلاد الإسـلامية، فسمـع بها عن جمع من المحدثين من المقيمين بها أو الواردين عليها. وبها اتصل بشيخه الواقدي، ولزمه ملازمة شديدة وكتب عنه، حتى عُرف به، ونُسب إليه.
وكانت بغداد في هذه الفترة تزخر بجملة من خيرة العلماء، وفحولهم، أمثال: هشيم بن بشير (ت183 هـ)، وإسماعيل بن علية (ت193 هـ)، وهما من شيوخه، ومن الفقهاء: القاضي أبو يوسف (ت182هـ)، ومن النحويين: سيبويه (ت183هـ)، ومن القراء: يعقوب بن إسحاق الحضرمي (ت205هـ)ومن أصحاب السيرة والمغازي: عبد الملك بن هشام(ت208 هـ) ومن النسابين مصعب بن عبد الله الزبيري (ت233 هـ)، وغيرهم كثير.

## رحلاته
تنقل ابن سعد في طلب العلم بين أشهر المراكز العلمية في عصره، فمن البصرة حيث كانت نشأته الأولى، إلى بغداد التي أخذت من عمره الوقت الكثير، يدل على ذلك ملازمته لشيخه الواقدي الذي قدم بغداد سنة ثمانين ومائة، واستقر بها حتى وافاه الأجل، ورحل ابن سعد أيضاً إلى المدينة المنورة، وومكة المكرمة، والكوفة، ولم تكشف مصادر ترجمته عن الترتيب الزمني لهذه الرحلات، ولا عن تاريخ كل منها، إلا ما ذكره ابن سعد في الطبقات في ترجمة أبي علقمة عبد الله بن محمد الفروي، حيث قال:«وكان قد لقي نافعاً وسعيد بن أبي سعيد المقبري... ولكنه عُمّر حتّى لقيناه سنـة تسع وثمانين ومائة بالمدينـة المنورة»، وكانت وفاة الفروي سنة (190هـ).
ومن شيوخه المدنيين معن بن عيسى القزاز (ت198هـ)، وأنس بن عياض الليثي (ت200هـ)، ومحمد بن أبي فديك (ت 199هـ)، وأبي بكر بن أبي أويس الأصبحي (ت202 هـ)، وغيرهم.
فدخوله المدينة المنورة كان قبل سنة مائتين، مع احتمال تردّده عليها، وهذا يدل على تبكير ابن سعد في الرحلة لطلب العلم، مقتدياً في ذلك بسلفه من الأئمة الحفّاظ.
ورحل إلى مكة أيضاً، وبها سمع من سفيان بن عيينة (ت198هـ)، ولم يكثر عنه، ومؤمل بن إسماعيل (ت206هـ)، وغيرهما من الأئمة الحفاظ من أهل مكة المكرمة، أو ممّن قدمها لأداء المناسك، حيث كانوا يعقدون فيها مجالس الحديث.
ويظهر أنه تكرر قدومه إلى مكة، فسمع ممن ماتوا بعد سفيان ابن عيينة، كسعيد بن منصور (ت227هـ)، وعبد الله بن مسلمة القعنبي (ت221هـ)، وغيرهما.
وقد صرح ابن سعد في الطبقات أنه كان بمكة المكرمة، وسأل أحد العارفين بأخبارها– وهو أبو بكر بن محمد بن أبي مرة المكي– عن منزل عمر بن الخطاب الذي كان في الجاهلية، فذكره له.
وأما الكوفة فقد صرح بأنه كان فيها مع شيخه عبد الله بن إدريس الأودي الكوفي (ت192هـ)- وكان يمشي معه في حاجة لـه- فدله على دار الحكم بن عتيبة.
ويشـكل علماء الكوفة قسـماً كبيراً من ثقافتـه، ومن أقدم شيوخه الكوفيـين الذين أخذ عنهم ولم يذكروا لـه قدوماً إلى بغداد حميد بن عبد الرحمن الرُؤاسي (ت189هـ).
وسمع بالكوفة ممّن كان فيها من كبار المحدّثين – بالإضافة إلى عبد الله ابن إدريس - مثل: عبيد الله بن موسى العبسي (ت213هـ)، وعبد الله بن نمير (ت 199هـ)، وغيرهما.
على أن هناك طائفة من مشايخه الكوفيين ممن قدموا بغداد وحدثوا بها، أو نزلوها، لا يمكن لنا الجزم بأن ابن سعد سمع منهم بالكوفة أو ببغداد من أمثال: أبي معاوية الضرير محمد بن خازم (ت195هـ)، ووكيع بن الجرّاح (ت197هـ)، وأبي نعيم الفضل بن دُكين (ت219هـ)، ومحمد بن فضيل بن غزوان (ت195هـ)، وغيرهم.
وغيرهم.
وقد عدّه الحافظ ابن عساكر في تاريخه الحافل ممن دخل دمشق وسمع بها من سليمان بن عبد الرحمن، وإسماعيل بن عبد الله السّكري، وزيد بن يحيى بن عبيد، وعمر بن سعيد الدمشقي، والوليد بن مسلم.
ولم أر أحداً سبقه إلى ذلك، فلعل سماع ابن سعد لبعض من كان ببلاد الشام ممن تقدمت أسماؤهم، وغيرهم، إنما كان ببغداد، لكثرة من يرد عليها من العلماء والمحدثين في ذلك العصر، أو في مواسم الحج، إذ يجتمع فيه المسلمون من كل مكان، وفيهم العلماء من محدثين وفقهاء ومفسرين وغيرهم.
وبعد هذا العرض الموجز لرحلات ابن سعد، فإن الأمر يحتاج إلى مزيد بحث وتتبع، ليعرف الباحث تاريخ دخوله لهذه المدن ومدى إقامته فيها، وذلك بمعرفة وفيات شيوخه في البلدان التي زارها، مع النظر في إكثاره وإقلاله عنهم.
وعلى كلٍ فإن الأمصار التي دخلها ابن سعد، وتلقّف العلم من أهلها كانت تشكل في عصره أقوى مراكز النشاط العلمي، وأزهى العصور الإسلامية، لما ظهر فيها من فطاحل العلماء في مختلف التخصصات العلمية المتنوعة مثل علم الحديث، والتراجم، والجرح والتعديل، والعلل، والسير والمغازي، وغيرها من العلوم الأخرى: كالفقه والتفسير واللغة، ونحوها.
وقد أفاد ابن سعد من هذه العلوم، وكتابة «الطبقات الكبرى» خير شاهد على ذلك.

## أشهر شيوخه
سمع ابن سعد من شيوخ كثر، وروى عن طوائف من المحدّثين يطول ذكرهم، وقد بلغ عدد من صُرّح باسمه في مصادر ترجمته واحداً وثلاثين شيخاً، وعند بعضهم ما ليس عند الآخر.
وقد أحصى د. عز الدين عمر موسى في كتابه «ابن سعد وطبقاته» شيوخه فبلغوا تسعة. كما قام الدكتور زياد منصور بجرد أسماء شيوخ ابن سعد في القسم المتمم لتابعي أهل المدينة المنورة، فبلغوا عنده تسعة وأربعين شيخاً، منهم خمسة عشر راوياً مصرّحًا بأسمائهم في مصادر ترجمة ابن سعد، وثلاثة غير موجودين في إحصاء عز الدين عمر موسى.
وأحصى د. محمد بن صامل السُّلمى شيوخه في الطبقة الخامسة من الصحابة، فبلغوا تسعة وتسعين شيخاً، منهم ثلاثة عشر غير واردين في الإحصاء المذكور أعلاه، كما نص هو على ذلك.
كما قام د. عبد العزيز بن عبد الله السلومي بإحصاء شيوخه في الطبقة الرابعة من الصحابة، ممن أسلم عند فتح مكة، وما بعد ذلك، فبلغوا عنده أربعة وسبعين شيخاً.
وأما شيوخ ابن سعد الواردون في قسم مضامين أخبار النبي- ويمثل المجلد الأول والثاني من المطبوع - فقد قام بإحصائهم الباحث محمد باقشيش، فبلغ عددهم تسعة وخمسين ومائة شيخ، منهم سبعة وثلاثون لم يشملهم الإحصاء السابق، وواحد استدركه على عز الدين عمر موسى، فيكون مجموع شيوخ ابن سعد بهذا الإحصاء - بالإضافة إلى إحصاء السابقين وعدده 259- سبعة وتسعين ومائتي شيخ (297).
ولم يتسن للباحث محمد باقشيش الاطلاع على الطبقة الرابعة من الصحابة، والتي حققها د. عبد العزيز السّلومي، حتى يجزم بالعدد الذي ذكره، فقمت بمقابلة ما استدركه على الرواة الذين عدهم الأستاذ السلومي في الطبقة الرابعة من الصحابة، فلم أجد عنده راويا واحداً ممّن استدركهم عليه محمد باقشيش، فيكون في عده هذا أقرب ما يكون إلى الصواب في تحديد عدد شيوخ ابن سعد.
ومع هذا فإن حصر شيوخ ابن سعد، والوصول إلى تحديد دقيق لهم في كتاب الطبقات يحتاج إلى دراسة واسعة، لا سيما وأن إحصاء عز الدين عمر موسى عليه بعض الملحوظات، وقد اعتمد جلّ من أحصى شيوخ ابن سعد عليه، وبنوا عليه استدراكاتهم.

### بعض أسماء شيوخ ابن سعد الذين روى عنهم
1. أحمد بن إبراهيم الموصلي، نزيل بغداد (ت236هـ)، وهو ثقة، روى عنه نصاً واحداً.
2. أحمد بن عبد الله بن يونس الكوفي (ت227هـ)، وهو ثقة حافظ، روى عنه نصّين.
3. إسحاق بن سليمان الرازي، كوفي نزل الرّي (ت199هـ)، وهو ثقة حجّة، روى عنه ثلاثة نصوص.
4. إسحاق بن يوسف الأزرق الواسطي (ت195هـ)، وهو ثقة عابد، روى عنه ثلاثة نصوص.
5. إسماعيل بن إبراهيم الأسدي الكوفي المعروف بابن علية (ت193هـ) وهو إمام حجّة، روى عنه ثلاثة نصوص.
6. إسماعيل بن عبد الله بن أبي أويس المدني (ت226هـ)، وهو صدوق، روى عنه ثلاثة نصوص.
7. إسماعيل بن أبي مسعود، ذكره ابن حبّان في ثقاته، وقال: يغرب، روى عنه نصاً واحداً.
8. الحجّاج بن محمد المصّيصي الأعور، ترمذي الأصل، سكن بغداد ثم تحول إلى المصّيصة، (ت206هـ)، أحد الأثبات، روى عنه نصاً واحداً.
9. الحجاج بن منهال البصري (ت217هـ)، وهو ثقة، روى عنه نصاً واحداً.
10. الحسن بن موسى الأشيب البغدادي (ت209هـ)، وهو ثقة، روى عنه نصاً واحداً.
11. حفص بن عمر الحوضي البصري (ت225هـ)، وهو ثبت حجة، روى عنه نصاً واحداً.
12. حمّاد بن أسامة الكوفي (ت201هـ)، وهو حجة عالم أخباري، روى عنه ثلاثة نصوص.
13. خالد بن مخلد القطواني الكوفي (ت213هـ)، وهو شيعي صدوق، روى عنه ستّة نصوص.
14. روح بن عبادة البصري (ت205 أو 207هـ)، وهو ثقة فاضل، روى عنه خمسة نصوص.
15. سعيد بن عامر الضُّبعي البصري (ت208هـ)، وهو ثقة، روى عنه نصاً واحداً.
16. سعيد بن محمد الثقفي الكوفي، نزيل بغداد (من صغار الثامنة)، وهو ضعيف، روى عنه نصاً واحداً.
17. سعيد بن منصور المروزي، نزيل مكة (ت227هـ)، وهو حافظ إمام حجة، روى عنه ثلاثة نصوص.
18. سفيان بن عيينة الكوفي، نزيل مكة (ت198هـ)، وهو ثقة ثبت حافظ إمام، روى عنه تسعة نصوص.
19. سليمان بن حرب الأزدي البصري، ثم المكي (ت224هـ)، وهو إمام من الأئمة كان لا يدلس، ويتكلم في الرجال والفقه، روى عنه تسعة نصوص.
20. سليمان بن داود الطيالسي البصري (ت204هـ)، صاحب المسند، وهو ثقة حافظ، روى عنه نصّين.
21. سليمان بن عبيد الله الرقي (من العاشرة)، وهو صدوق، روى عنه نصاً واحداً.
22. سويد بن سعيد الحدثاني الأنباري (204هـ)، وفي حكمه تفصيل، روى عنه نصاً واحداً.
23. شبابة بن سوار المدائني، وأصله من خراسان (ت204هـ)، وهو ثقة حافظ، روى عنه نصاً واحداً.
24. عارم بن الفضل البصري (ت223هـ)، وهو ثقة ثبت، روى عنه ثمانية نصوص.
25. عبد الله بن إدريس الأودي الكوفي (ت192هـ)، وهو ثقة فقيه، روى عنه نصين، وواحداً بواسطة.
26. عبد الله بن بكر السهمي البصري، نزيل بغداد (ت208هـ)، وهو حافظ ثقة، روى عنه نصّين.
27. عبد الله بن جعفر الرقّي (ت220هـ)، وهو ثقة، روى عنه ثلاثة نصوص.
28. عبد الله بن مسلمـة بن قعنب الحارثـي المدني، نزيل البصرة ثم مكة (ت221هـ)، وهو ثقة حجّة، روى عنه أربعة نصوص.
29. عبد الله بن نمير الهمداني الكوفي (ت199هـ)، وهو حجة، روى عنه أحد عشر نصاً.
30. عبد الرحمن بن يونس المستملي البغدادي (ت224هـ)، وهو صدوق، روى عنه نصاً واحداً.
31. عبد الملك بن عمرو العقدي البصري (ت204هـ)، وهو حافظ إمام ثقة، روى عنه ثلاثة نصوص.
32. عبد الوهّاب بن عطاء العجلي البصري، (ت204هـ)، وهو صدوق، روى عنه أربعة نصوص.
33. عبيد الله بن موسى العبسي الكوفي (ت213هـ)، وهو ثقة، روى عنه عشرة نصوص.
34. عفّان بن مسلم البصري (ت220هـ)، وهو ثقة متقن متين، روى عنه ثلاثة وثلاثين نصاً.
35. علي بن عبد الله بن جعفر المديني البصري (ت234هـ)، وهو ثقة ثبت إمام، روى عنه نصاً واحداً.
36. عمر بن سعد الحفري الكوفي (ت203هـ)، وهو إمام ثبت قدوة، روى عنه نصاً واحداً.
37. عمرو بن عاصم الكلابي البصري (ت213هـ)، وهو صدوق مشهور، روى عنه خمسة نصوص.
38. عمرو بن الهيثم أبو قطن البصري (ت198هـ)، وهو ثقة، روى عنه ثلاثة نصوص.
39. الفضل بن دكين أبو نعيم الكوفي (ت219هـ)، وهو ثقة ثبت، روى عنه ثلاثين نصاً.
40. الفضل بن عنبسة الخزّاز الواسطي (ت بعد 200هـ، وقيل قبلها)، وهو ثقة، روى عنه نصاً واحداً.
41. قبيصة بن عقبة الكوفي (ت215هـ)، وهو ثقة، روى عنه أربعة نصوص.
42. كثير بن هشام الرقّي، نزيل بغداد (ت207هـ)، وهو ثقة، روى عنه ستة نصوص.
43. مالك بن إسماعيل الكوفي (ت217هـ)، وهو حجة عابد قانت لله، روى عنه نصين.
44. محمد بن إسماعيل بن أبي فديك المدني (ت 200هـ)، وهو صدوق، روى عنه ستة نصوص.
45. محمد بن حميد العبدي البصري، نزيل بغداد (ت182هـ)، وهو ثقة روى عنه نصاً واحداً.
46. محمد بن عبد الله الأسدي الكوفي (ت203هـ)، ثقة ثبت إلا أنه قد يخطئ في حديث الثوري، روى عنه أربعة عشر نصاً.
47. محمد بن عبد الله الأنصاري البصري (ت215هـ)، وهو ثقة، روى عنه ثمانية نصوص.
48. محمد بن عبيد الطنافسي الكوفي (ت204هـ)، وهو ثقة حافظ، روى عنه أربعة نصوص.
49. محمد بن عمر الواقدي المدني، قاضي بغداد (ت207هـ)، وهو متروك مع سعة علمه، روى عنه ثلاثة وخمسين ومائة نص.
50. محمد بن فضيل بن غزوان الكوفي (ت195هـ)، وهو ثقة شيعي، روى عنه نصين.
51. محمد بن يزيد الواسطي (ت190هـ)، وهو ثقة ثبت عابد، روى عنه نصاً واحداً.
52. المعلّى بن أسد البصري (ت218هـ)، وهو ثقة ثبت، روى عنه ثلاثة نصوص.
53. معن بن عيسى القزاز المدني (ت198هـ)، وهو ثقة، روى عنه اثني عشر نصاً.
54. موسى بن إسماعيل التبوذكي البصري (ت223هـ)، وهو ثقة ثبت، روى عنه أربعة نصوص.
55. موسى بن داود الطرسوسي، نزيل بغداد (ت217هـ)، وهو ثقة زاهد مصنّف، روى عنه نصاً واحداً.
56. هشام بن عبد الملك أبو الوليد الطيالسي البصري (ت227هـ)، وهو إمام فقيه ثقة، روى عنه سبعة نصوص.
57. هوذة بن خليفة البصري، نزيل بغداد (ت216هـ)، وهو صدوق، روى عنه نصين.
58. وكيع بن الجراح الرؤاسي الكوفي (ت197هـ)، وهو إمام حافظ ثبت، روى عنه ثلاثة عشر نصاً.
59. الوليد بن مسلم الدمشقي (ت195هـ)، وهو ثقة لكنه كثير التدليس والتسوية، روى عنه نصاً واحداً.
60. وهب بن جـرير البصري (ت206)، وهو ثقة، روى عنه ثلاثة نصوص.
61. يحيى بن سعيد الأموي الكوفي، نزيل بغداد (ت194هـ)، وهو ثقة يُغرب عن الأعمش، روى عنه نصاً واحداً.
62. يحيى بن عباد الضبعي البصري، نزيل بغداد (ت178هـ)، وهو صدوق، روى عنه سبعة نصوص.
63. يحيى بن معين أبو زكريا البغدادي (ت233هـ)، وهو ثقة حافظ مشهور، إمام في الجرح والتعديل، روى عنه نصاً واحداً.
64. يزيد بن هارون الواسطي (ت206هـ)، وهو ثقة حجة، روى عنه ثمانية وعشرين نصاً.
65. يعقوب بن إبراهيم بن سعد الزهري المدني، نزيل بغداد (ت208هـ) وهو حجّة ورع، روى عنه أربعة نصوص.
66. يعلى بن عبيد الطنافسي الكوفي (ت209هـ)، وهو ثقة إلا في سفيان الثوري فضعيف، روى عنه أربعة نصوص.
67. أبو بكر بن عبد الله بن أبي أويس المدني (ت202هـ)، وهو ثقة، روى عنه أربعة نصوص.
68. أبو معاوية الضرير محمد بن خازم الكوفي (ت195هـ)، وهو ثقة في الأعمش، وقد يهم في حديث غيره، روى عنه ثلاثة نصوص.

ومن خلال هذا السرد الموجز لشيوخ ابن سعد يتبين لنا أن أكثر شيوخه في هذا القسم ثقات أثبات، وفيهم طائفة من كبار الأئمة الحفاظ ممن يشار إليهم في هذا الشأن، ويعتمد قولهم في الجرح والتعديل ونقد الأخبار، كيحيى بن معين، وعلي بن المديني، وسفيان بن عيينة، وسليمان بن حرب، وحمّاد بن أسامة، وعبد الله بن نمير، وعفان بن مسلم، ووكيع بن الجراح، ويزيد بن هارون، وغيرهم، وفيهم جملة من الرواة ممن قيل فيهم صدوق، وهم أنزل مرتبة من هؤلاء، وعددهم تسعة شيوخ، وواحد ضعيف، وآخر فيه تفصيل، وشيخه الواقدي متروك مع سعة علمه.

### أهم شيوخه الذين أكثر عنهم
1. محمد بن عمر الواقدي.
2. عفان بن مسلم.
3. أبو نعيم الفضل بن دكين.
4. يزيد بن هارون.
5. وكيع بن الجراح.
6. محمد بن عبد الله الأنصاري.
7. معن بن عيسى القزاز.
8. عبد الله بن نمير.
9. عبيد الله بن موسى العبسي.
10. سفيان بن عيينة.
11. سليمان بن حرب.
12. عارم بن الفضل.

## تلاميذه
بالرغم من كثرة شيوخ ابن سعد وسعة مروياته في كتاب الطبقات الكبرى، إلا أننا لا نجد من تلاميذه وحملة علمه إلا عدداً لا يتجاوز عدد رؤوس الأصابع، بالإضافة إلى أن ابن سعد كان من المشهورين، يظهر ذلك من خلال ورود اسمه على رأس القائمة التي أرسلها المأمون إلى والي بغداد ليستدعي جماعة من العلماء لامتحانهم في القول بخلق القرآن.
ولعل السبب في قلة تلاميذه يرجع إلى عدة أمور، منها:
1. أن ابن سعد لم يكن متصدراً للتحديث والإملاء، ولو كان كذلك لما خفيت حاله على طلبة العلم في عصره.
2. أن ابن سعد كان ممن أجاب في محنة خلق القرآن مكرها[35]، ومعلوم تشدد الإمام أحمد مع هؤلاء، فقد نهى عن الكتابة عنهم، وحلف بالله لا يكلم أحدا منهم حتى يلقى الله، بل لم يحضر جنازة بعضهم.[36]
3. تقدم زمن وفاته، وقربه من زمان وفاة شيوخه، فلم يحتج إليه لجمع حديثهم ؛ ولذا فقد شاركه بعض تلامذته في جماعة كثيرة من شيوخه.
4. أن غالب تلاميذه ممن عني بالأخبار والمغازي والسير كالبلاذري، والحسين بن الفهم، وابن أبي الدنيا، في زمن كانت رغبة أكثر طلبة العلم هو تحصيل الحديث.
5. إكثار ابن سعد عن الواقدي بشكل غطّى على حديثه، والواقدي متروك عند أهل الحديث، فأثر ذلك في الأخذ عن ابن سعد بسبب شيخه.وقد ذكر الخطيب[37] ثلاثة من تلاميذه، وهم:
  1. الحارث بن أبي أسامة (ت282هـ).
  2. الحسين بن الفهم (ت289هـ).
  3. أبو بكر بن أبي الدنيا (ت281هـ)، وهؤلاء هم خاصة تلاميذه، ومن طريقهم وصلنا كتاب الطبقات الكبرى، وزاد المزي[38] اثنين، هما:
  4. أحمد بن عبيد (ت270هـ).
  5. أحمد بن يحيى بن جابر البلاذري الكاتب (ت270هـ).
  6. وأضاف الذهبي[39] آخر، وهو :أبو القاسم البغوي (ت317هـ).

بعض الباحثين أضاف عدداً آخر من الرواة عن ابن سعد، وهؤلاء ممن لا يصح أن يطلق عليه كلمة (تلميذ):
1. إبراهيم بن عبد الله البغدادي.
2. أحمد بن الحارث الواسطي.
3. أحمد بن محمد الحربي.
4. الحسن بن علي بن مالك الأشناني.
5. الحسين بن الفرج الخياط.
6. عبد الرحمن بن محمد القنطري.
7. عبيد الله بن محمد بن يحيى البغدادي.
8. محمد بن الحنظلي.
9. محمد بن موسى بن داود.
10. مصعب بن عبد الله الزبيري.
11. هشام بن يحيى.
12. إبراهيم بن أحمد بن يعيش البغدادي.[40]
13. عبد الرحمن بن حامد البلخي المعروف بابن أبي حفص.[41]

## مكانته العلمية
مما لا شك فيه أن ابن سعد قد حاز مكانة عليّة، وحظى بالقبول والرضا لدى أهل العلم، متقدّمين ومتأخرين، ووصفه غير واحد منهم بأنه من أهل العلم والفضل، وأحد المصنّفين المجيدين، وأحد الحفّاظ الكبار - كما سيأتي بيانه فيما يأتي -، وكتابه (الطبقات الكبرى) خير شاهد على ذلك.
والذي يخصّنا بالدرجة الأولى في هذا المقام مكانته عند المحدّثين من حيث الجرح والتعديل، لما يترتب على ذلك من نتائج مهمة تتعلق بالحكم على حديثه قبولاً أو ردّاً، وإن كان من المقبول، فهل هو من قبيل الصحيح أو الحسن ؟، ونحو ذلك من المسائل، كالتدليس والاختلاط وغيرهما.
ولم أجد من تكلم فيه سوى يحيى بن معين، وهو من شيوخه المباشرين له - وكلامه لا يستهان به في الجرح والتعديل ومعرفة الرّجال -، فقد روى الخطيب البغدادي بسنده عن الحسين بن الفهم قال : «كنت عند مصعب الزبيري فمرّ بنا يحيى بن معين، فقال له : مصعب : يا أبا زكريا حدّثنا محمد بن سعد الكاتب بكذا وكذا، فقال له يحيى : كذب».
وهذه العبارة من يحيى بن معين كادت أن تعكر على ابن سعد مكانته الحديثية، ولا سيما أنها صدرت من إمام جبل عارف بأحوال الرّجال، غير أن العلماء لم يحملوا هذه العبارة على ظاهرها، ووجهوها توجيهات أخرى ودافعوا عن ابن سعد بما يليق بحاله.
فقال الخطيب البغدادي - معقباً على تلك الحكاية - : «ومحمد بن سعد عندنا من أهل العدالة، وحديثه يدل على صدقه، فإنه يتحرى في كثير من رواياته، ولعل مصعباً الزبيري ذكر ليحيى عنه حديثاً من المناكير التي يرويها الواقدي فنسبه إلى الكذب».
وقال السمعاني : «لعل الناقل عن ابن معين غلط أو وهم ؛ لأنه من أهل العدالة، وحديثه يدل على صدقه، فإنه يتحرى في كثير من رواياته».
وقال الذهبي : «هذه لفظة ظاهرها عائد إلى الشئ المحكي، ويحتمل أن يقصد بها ابن سعد، لكن ثبت أنه صدوق».
ولعلّ ابن سعد أُوتي من قبل شيخه الواقدي، وإكثاره من الرواية عنه - ومعلوم حال الواقدي عند المحدّثين -، كما أشار إلى ذلك الخطيب في جوابه السابق، وقد أفصـح ابن الصـلاح عن ذلك بقولـه : «هو ثقة، غير أنه كثير الرواية عن الضعفاء، ومنهم الواقدي، وهو محمد ابن عمر».
وقال السخاوي عند ذكره لابن سعد : " وهو في نفسه ثقة ... والمرء قد يضعف بالرواية عن الضعفاء مثل هؤلاء، لا سيما مع عدم تمييزهم، ومع
الاستغناء عنهم بمن عنده من الثقات الأئمة ".
وفي الجملة فإن كلام ابن معين في ابن سعد مُجملٌ غير مفسّر، ومعلوم أن ابن معين من المتعنتين في الجرح، وقد قابل كلامه توثيق أئمة معتبرين في هذا الشأن، وعلى رأسهم أبو حاتم الرازي حيث قال : «يصدق، رأيته جاء إلى القواريري، وسأله عن أحاديث، فحدّثه».
والقاعدة تقول: إذا ضعّف النّاقد المتعنّت راوياً، ووثقه آخر مُعتبر، فلا يقبل منه جرحه إلا مفسّراً، وهي تنطبق تماماً على ما نحن فيه.
وفي الحكاية التي ذكرها أبو حاتم عن ابن سعد مع عبيد الله بن عمر القواريري، دليل واضح على صدق ابن سعد وتواضعه، إذ القواريري من أقرانه، فلم يستنكف ابن سعد أن يسأله عن أحاديث شيوخ قد شاركه في الرواية عن كثير منهم، أو بعضهم. وقد وقفت في الطبقات- وهو في القسم الذي خرّجت أحاديثه وآثاره- على حديث قال فيه : «حدثنا سفيان بن عيينة قال : سمعت جعفر بن محمد يُخبر عن أبيه، لعله إن شاء الله عن جابر ...» فذكر خبراً.
ثم ساقه بعد ذلك بواسطة فقال : " أخبرنا بعض أصحابنا، عن سفيان
ابن عيينة أنه سمع منه هذا الحديث عن جعفر بن محمد، عن أبيه، عن جابر ابن عبد الله، ولم يشك ".
وهذا دليل آخر على تحرّيه وصدقه، وأنّه لا يستجيز التدليس عن شيوخه، مما يزيد في مكانة هذا الإمام.
فيما يلي بعض أقوال العلماء الذين وثّقوه، أو أثنوا عليه - إضافة إلى أقوال من ذُكروا آنفا -.
قال تلميذه الحسين بن الفهم - في ترجمته التي أضافها إلى الطبقات- : «كان كثير العلم، كثير الحديث والرواية، كثير الكتب، كتب الحديث وغيره من كتب الغريب والفقه».

وقال ابن النديـم: 
| محمد بن سعد البغدادي | كان ثقـة مستـوراً عالماً بأخبار الصحـابة والتابعين | محمد بن سعد البغدادي |

.

وقال النووي: 
| محمد بن سعد البغدادي | وهو ثقة، وإن كان شيخه الواقدي ضعيفاً | محمد بن سعد البغدادي |

.

وقال ابن خلكان: 
| محمد بن سعد البغدادي | كان أحد الفضلاء النبلاء الأجلاء، وكان صدوقاً ثقة | محمد بن سعد البغدادي |

.

وقال الذهبي: 
| محمد بن سعد البغدادي | الحافظ العلامة الحجة | محمد بن سعد البغدادي |

، وقال أيضـاً :
| محمد بن سعد البغدادي | كان من أوعية العلم، ومن نظر في الطبقات خضع لعلمه | محمد بن سعد البغدادي |

".

وقال مرّةً :
| محمد بن سعد البغدادي | الإمام الحبر | محمد بن سعد البغدادي |

.

وقال ابن الجزري:
| محمد بن سعد البغدادي | حافظ مشهور | محمد بن سعد البغدادي |

.

وقال الحافظ ابن حجر:
| محمد بن سعد البغدادي | أحد الحفاظ الكبار الثقات المتحرّين | محمد بن سعد البغدادي |

.

وقال ابن تغري بردي:
| محمد بن سعد البغدادي | كان إماماً فاضلاً عالماً حسن التصانيف | محمد بن سعد البغدادي |

.

## مصنفاته
1. الطبقات الكبير
2. خبر النبي
3. الطبقات الصغـير
4. كتاب التاريخ
5. الزخرف القصري في ترجمة الحسن البصري
6. القصيدة الحلوانية في افتخار القحطانيين على العدنانيين

## وفاتـه
ورد في وفاته ثلاثة أقوال، أولها وأرجحها ما سطّره تلميذه الحسين بن الفهم حيث قال:«توفي ببغداد يوم الأحد لأربع خلون من جمادى الآخرة سنة ثلاثين ومائتين، ودفن في مقبرة باب الشام، وهو ابن اثنتين وستين سنة»؛ فهو أعرف الناس به، لكثـرة ملازمتـه له، بالإضافـة إلى أن أغلب المصادر ذكرت هذا التاريخ.
وقال ابن أبي حاتم في الجرح والتعديل: «توفي سنة ست وثلاثين ومائتين»، ويبدو أن ما في الجرح والتعديل وقع فيه تصحيف ؛ لأن ابن الجزري في طبقات القراء نقل ترجمة ابن سعد من الجرح والتعديل وصرّح بذلك ثم حدّد وفاته بثلاثين ومائتين، ولم يشر إلى خلاف في ذلك.
وقيل سنة اثنتين وعشرين ومائتين.
وأما الكتاني، فقد أضاف قولاً رابعاً في تاريخ وفاته، حيث قال:«توفي ببغداد سنة ثلاثين، أو خمس وثلاثين ومائتين»، ولم يقل بهذا أحد غيره.